# Marta (Latium)
Marta ist eine italienische Gemeinde mit 3207 Einwohnern (Stand 31. Dezember 2023) in der Provinz Viterbo die zur Region Latium gehört und am Südwestufer des Bolsenasees liegt.
|  |

## Geographie

Lage von Marta in der Provinz Viterbo

Marta liegt 106 km nordwestlich von Rom, 41 km nördlich von Tarquinia und 22 km nordwestlich von Viterbo am Südwestufer des Bolsenasees. Im Gemeindegebiet befindet sich der einzige Ausfluss aus dem Bolsenasee, das Flüsschen Marta, das den See ins Tyrrhenische Meer entwässert. Zum Gemeindegebiet gehört die Isola Martana im Bolsenasee.
Das Gemeindegebiet erstreckt sich über eine Höhe von 260 bis 430 m s.l.m. Der höchste Punkt ist der Monte di Marta, der vulkanischen Ursprungs ist.
Marta liegt in einem ehemals vulkanisch aktiven Gebiet, dem sogenannten Apparato Vulsinio. Der Bolsenasee selbst entstand durch den Einsturz unterirdischer Magmakammern.
Die Gemeinde liegt in der Erdbebenzone 3 (wenig gefährdet).
Die Nachbargemeinden sind im Uhrzeigersinn Montefiascone, Viterbo, Tuscania und Capodimonte.

### Verkehr
- Marta liegt an der strada provinciale SP 8 Strada Verentana, die den Ort mit der
- Via Cassia verbindet, die von Rom über Siena nach Florenz führt.
- Die strada provinciale SP 12 Strada Martana verbindet den Ort mit Tuscania.
- Die nächste Autobahnauffahrt auf die A1 Autostrada del Sole ist in 42 km Orvieto.

- Der nächste Bahnhof liegt in Montefiascone an der Bahnstrecke Viterbo–Attigliano in 14 km Entfernung.

- Der nächste Flughafen Rom-Fiumicino befindet sich in 122 km Entfernung.

## Geschichte
Der Ort wurde im Jahr 726 zum ersten Mal urkundlich erwähnt.
787 schenkte Karl der Große Marta, zusammen mit anderen Orten der Region, dem Patrimonium Petri, auch wenn es dem Papst vorerst nicht gelang, seine Macht dort auszuüben.
1261 bestätigte der Papst Urban IV. Marta als Besitz der Herren von Vico. 1354 unterwarf Kardinal Egidio Albornoz Marta dem Kirchenstaat und kam unter die Kontrolle des Bischofs von Montefiascone. 1431 übergab der Papst Marta an Ranuccio Farnese zunächst für fünf Jahre. Die Farnese übten mit kurzen Unterbrechungen die Herrschaft darüber hinaus aus und gliederten Marta schließlich in das Herzogtum Castro ein. Mit dessen Zerstörung 1649 fiel Marta an die Apostolische Kammer.
1870 wurde Marta in das neue Königreich Italien eingegliedert.

## Bevölkerungsentwicklung
| Jahr      | 1871 | 1881 | 1901 | 1921 | 1936 | 1951 | 1971 | 1991 | 2001 | 2011 |
| Einwohner | 1452 | 1460 | 2022 | 2692 | 2953 | 3260 | 3279 | 3372 | 3436 | 3516 |

Quelle ISTAT

## Politik
Maurizio Lacchini (Lista Civica: Impegno Comune) wurde am 5. Juni 2016 zum Bürgermeister gewählt.

### Partnergemeinden
- Montegiorgio in der Region Marken
- Saint-Marcellin-en-Forez in der Region Auvergne-Rhône-Alpes

### Wappen
Das Wappen zeigt die Heilige Martha, die dem Ort auch ihren Namen gegeben haben soll.

## Religion
Die Einwohner von Marta gehören mehrheitlich der römisch-katholischen Kirche an. Die Pfarrei gehört zum Bistum Viterbo.

## Bauwerke und Sehenswürdigkeiten
- Kollegiatkirche Santi Maria e Biagio mit Fassade von 1787 und Glockenturm von 1792 sowie Altargemälden und Kruzifix
- Kirche Santissimo Crocifisso an der Via Nino Bixio mit barocker Innengestaltung und Fresken aus der Renaissance
- Wallfahrtskirche Santa Maria del Monte im Westen des Ortes mit Fassade von 1485 und Freskenfragment der Madonna mit Kind im Hauptaltar. Am 14. Mai findet eine Prozession dorthin statt. Im Anschluss wird ein Markt mit landwirtschaftlichen Produkten, genannt „Le Passate“ bzw. „La Barrabata“, gehalten.
- Wallfahrtskirche Santa Maria del Castagno an der Via Verentana westlich Martas mit drei Barockaltären.
- Burg des 13. Jahrhunderts mit 21 Meter hohem Uhrturm von viereckiger Basis und achteckigem Oberteil.
- Palazzo Comunale an der Piazza Umberto I mit manieristischer Fassadengestaltung
- Palazzo Ciotti mit Innenhof und Eingangsportal mit dreifacher Abbildung der Farnese-Lilie
- Palazzo Tarquini Savelli mit freskierten Innenräumen
- Ruine der ehemaligen Templerburg, des Castello Araldo, an der Provinzialstraße 12 im Süden Martas mit Kirche Santa Maria delle Grazie
- Isola Martana mit Resten einer römischen Landvilla des ostgotischen Königs Theodahad, der hier am 30. April 535 seine Cousine und Mitregentin Amalaswintha ermorden ließ

## Wirtschaft
Wichtiger Wirtschaftszweig ist der Tourismus. In Marta steht eine moderne Fischaufzuchtstation, um der Fischerei im Bolsenasee die Grundlage zu sichern.

## Veranstaltungen
In der zweiten Julihälfte findet die Sagra del Cannaiola di Marta statt, die dem hiesigen roten Dessertwein gewidmet ist.